# Przednia Synagoga w Třebíču
Przednia Synagoga w Třebíču, zwana również Starą (cz. Přední synagoga)  – synagoga znajdująca się w Třebíčy, w Czechach.
Synagoga była po raz pierwszy wzmiankowana w 1727 roku. W 1759 roku naprawiano jej dach. W 1821 roku została uszkodzona przez pożar, ale szybko ją naprawiono. Kolejny pożar wybuchł w 1856 roku. Rok później synagogę przebudowano w stylu neogotyckim. Podczas tych prac przeniesiono wejście z południowej na zachodnią stronę budynku.
Nabożeństwa odprawiano do II wojny światowej. Hitlerowcy zniszczyli całe wyposażenie. W 1954 roku budynek przebudowano według projektu architekta Máčela na zbór Czechosłowackiego Kościoła Husyckiego. Ostatni remont miał miejsce w latach 1995–1995.